# Окуловы (деревня)
Окуловы — опустевшая деревня в Котельничском районе Кировской области в составе Молотниковского сельского поселения.

## География
Располагается на расстоянии примерно 14 км по прямой на север от райцентра города Котельнич.

## История
Известна с 1802 году как починок Окуловский из 6 дворов. В 1873 году здесь было отмечено дворов 8 и жителей 79, в 1905 (деревня Окуловская или Окуловы) 16 и 91, в 1926 20 и 95, в 1950 16 и 53, в 1989 оставался 41 житель. Настоящее название утвердилось с 1939 года. По состоянию на 2020 год опустела.

## Население
Постоянное население  составляло 3 человека (русские 100%) в 2002 году, 1 в 2010.